# دهستان دورونا
دهستان دورونا (به لاتین: Dorona Gewog) یک دهستان در کشور بوتان است که در ناحیهٔ داگانا واقع شده‌است. دهستان دورونا ۲٬۳۵۵ نفر جمعیت دارد.